# 夏井高人
夏井 高人（なつい たかと、1956年3月21日 - ）は、日本の法学者。明治大学法学部（法情報学）・明治大学法科大学院教授（サイバー法）・明治大学大学院法学研究科教授（法情報学）、弁護士（元裁判官）。専門は法情報学、コンピュータ法及びサイバー法。サイバー法の権威であり、サイバー法研究の第一人者である。

## 略歴
岩手県宮古市出身。1974年に岩手県立盛岡第一高等学校、1978年に山形大学人文学部経済学科を卒業。1980年に司法試験合格、翌1981年に第35期司法修習生、1983年名古屋地方裁判所判事補（民事部）に任官。その後、盛岡地方裁判所判事補（刑事部）・同裁判所判事補（民事部）、千葉地方裁判所判事補（執行・保全部）、千葉家庭裁判所判事補（家事事件担当）、仙台地方裁判所気仙沼支部長判事、最高裁判所裁判所書記官研修所教官（民事、情報処理）、東京地方裁判所判事（労働部）を経て、1997年退官。1997年から明治大学法学部教授。1998年に弁護士登録（東京弁護士会：隼あすか法律事務所所属）。
明治大学における担当科目は、プロゼミ、情報通信技術、専門演習（法情報学）、司法演習、法学総合講座（植物と法）、サイバー法など。明治大学リバティアカデミーにおいて、一般向け教養講座「ランの世界」を主宰・開講している。

## 所属学会
- 情報ネットワーク法学会
- 人工知能学会
- 日本ソフトウェア科学会

## 所属団体
- 東京山草会ランユリ部会
- ラン懇話会

## 著書

### 単著
- 『ネットワーク社会の文化と法』（日本評論社、1997）
- 『裁判実務とコンピュータ―法と技術の調和をめざして』（日本評論社、1993）
- 『電子署名法―電子文書の認証と運用のしくみ』（リックテレコム、2001）

### 共著
- 夏井高人、岡村久道、掛川雅仁編『Ｑ＆Ａインターネットの法務と税務』（新日本法規出版、2001）
- 夏井高人監修『ITビジネス法入門－デジタルネットワーク社会の法と制度』（Tac出版、2010）
- 松本恒雄、町村泰貴、齋藤雅弘編『電子商取引法』（勁草書房、2013）
- 夏井高人、新保史生『個人情報保護条例と自治体の責務』（ぎょうせい、2007）
- 片方善治、夏井高人、岡村久道監修『ビジネス方法特許ハンドブック―ビジネス方法の特許化・設計・戦略の大系化』（フジテクノシステム、2002）
- 夏井高人、鈴木銀治郎編『判例セミナー不法行為・債務不履行：労働災害』（ぎょうせい、2009）
- 林豊、山川隆一編『労働関係訴訟法Ｉ（新・裁判実務体系16）』（青林書院、2001）
- 夏井高人編『ランの世界－その魅力・希少種の保護・鑑賞と栽培－』（明治大学リバティアカデミー、2013）
- Dennis Campbell (ed.), Comparative Law Yearbook of International Business vol. 27 (Kluwer Law International, 2005)

### 主要論文
- 「サイバー犯罪の研究（1）－DoS攻撃（DDoS攻撃）に関する比較法的研究」
- 「サイバー犯罪の研究（2）－フィッシング（Phishing）に関する比較法的検討」
- 「サイバー犯罪の研究（3）－通信傍受に関する比較法的検討」
- 「サイバー犯罪の研究（4）－電子計算機詐欺に関する比較法的検討－」
- 「サイバー犯罪の研究（5）－サイバーテロ及びサイバー戦に関する比較法的検討－」
- 「サイバー犯罪の研究（6）－違法な電子メールに関する比較法的検討－」
- 「サイバー犯罪の研究（7）－オンライン詐欺に関する事例検討－」
- 「破産とコンピュータ」
- 「情報財－法概念としての意義」
- 「植物の同一性識別の誤りによる特許制度上の問題点とデータベースによる解決方法」
- 「植物分類体系の変化が法制度に与える影響－大麻規制法令を中心とする考察－」
- 「狸狢事件判決再考」
- 「青色花の薔薇か薔薇咲きの菫草か」
- 「胡蝶蘭と関連する特許出願」
- 「中国古典文献にみえる石斛の産地」

### 判例研究・判例評論
- 判例地方自治（月刊・ぎょうせい）の誌上で「労働災害・労働事故と損害賠償責任」を連載継続中。

### その他
- 東京山草会ランユリ部会の機関誌「らんゆり」の誌上で石斛を中心とする蘭の歴史と薬方に関する論説を連載している。